# معركة النجف (2007)
وقعت معركة النجف في 28 يناير / كانون الثاني 2007 في الزركة بالقرب من النجف في العراق، بين قوات الأمن العراقية (التي ساعدتها فيما بعد القوات المسلحة الأمريكية والبريطانية) والمقاتلين، الذين اعتقدوا في البداية أنهم من المتمردين العراقيين ولكن تم الإبلاغ لاحقًا عن أنهم أعضاء في جماعة الإسلام الشيعية جند السماء، الذين انضموا إلى تجمع للمصلين - أو حسب روايات أخرى، كانت نزاعًا أصلاً بين نقطة تفتيش تابعة للقوات الحكومية العراقية و200 حاج مسلح، والتي توسعت بعد ذلك لتشمل السكان المحليين، ومجموعة جند السماء، والقوات البريطانية والأمريكية.

## الرواية العراقية الرسمية
في الفترة التي سبقت يوم عاشوراء، الذي يتضمن وفود أعدادًا كبيرة من  الزوار المسافرين إلى النجف، لاحياء مراسيم يوم العاشر من محرم، قيل إن المسؤولين العراقيين اكتشفوا مؤامرة لاغتيال آية الله العظمى علي السيستاني وغيره من رجال الدين الشيعة من قادة المتمردين. دعت الخطط المزعومة المتمردين إلى إخفاء أنفسهم كزائرين وإطلاق النار فجأة، في محاولة لاغتيال أكبر عدد ممكن من رجال الدين الشيعة والتسبب في اضطراب شامل. وقعت هجمات عنيفة في النجف خلال زيارة عاشوراء السابقة (انظر مجزرة عاشوراء).
تحولت الغارة الأولى التي قامت بها قوات الأمن العراقية ضد مخبأ المسلحين المشتبه بهم إلى قتال عنيف، مع غزو نفذه الجيش العراقي تقريبًا. بدأت القوات الحكومية في التراجع، لكن سرعان ما حُشرت ودُمّرت. أصبح القتال شديدًا لدرجة أنه تم استدعاء الدعم من طائرات الهليكوبتر الهجومية الأمريكية والبريطانية وطائرات مقاتلة من طراز إف-16. ساعدت الغارات الجوية التي نفذها مشغلو القوات الخاصة بالشراكة مع الجيش العراقي على كسر الجمود، لكن ليس قبل سقوط طائرة هليكوبتر أمريكية من إيه إتش-64 أباتشي، مما أسفر عن مقتل جنديين أمريكيين. كان الفريق الانتقالي العسكري (إم آي تي تي) 0810 بالشراكة مع الجيش العراقي أول من قام بالرد على تحطم مروحية أباتشي بينما كانت مجموعة جند السماء تحاول الاستيلاء على موقع التحطم. بمجرد أن تم تأمين موقع التحطم بواسطة القوات الأمريكية وتم التأكد من تصرف العدو، تم طلب المزيد من الدعم. كان الجيش العراقي لا يزال غير قادر على التقدم، واستدعى الدعم من كل من فريق سوات العراقي في الحلة وقوات المشاة الآلية الأمريكية. وفي حوالي الساعة 1 بعد الظهر، تم إرسال عناصر من الكتيبة الثانية التابعة لشركة تشارلي، وفوج المشاة الثالث، جزء من فريق لواء سترايكر القتالي، وفرقة المشاة الثانية بالقرب من بغداد.

## الجدل
تم عرض الرواية الأخرى للحادث في مقالات صحفية كتبها باتريك كوكبورن والتي عمل فيها مع ضاهر جميل وعلي الفاضلي. وفقًا لهذه الرواية، في حوالي الساعة 6 صباحًا قاد الحاج سعد سعد نايف الحاتمي، رئيس قبيلة حواتم الشيعية، مجموعة من الحجاج المسلحين من تلك القبيلة إلى نقطة تفتيش أمنية. لقد قتلت قوات الأمن الحاتمي وزوجته وسائقه. ثم هاجم الحجاج الذين كانوا يسيرون بجانب السيارة إلى نقطة التفتيش قوات الأمن ردًا على ذلك فحاولت قبيلة الخزاعل المحلية وقف القتال ولكن تم إطلاق النار عليها في تبادل لإطلاق النار. أفادت القوات العراقية عند نقطة التفتيش أن قوات تنظيم القاعدة كانت تهاجم، ووصل المزيد من قوات الأمن ردًا على ذلك، لحصار الحواتم. حاول الحواتم دون جدوى وقف القتال في هذه المرحلة. استمر إطلاق النار وأُسقطت طائرة هليكوبتر أمريكية. قصفت الطائرات الأمريكية المنطقة حتى الصباح الباكر. قُتل 120 من الحواتم والسكان المحليين. كانت المجموعة التي يقودها أحمد الحسني متمركزة في المنطقة المحلية للقتال وتم اقتيادها إليها. إن الحواتم والخزاعل يعارضون الجماعات التي «تشكل جوهر حكومة بغداد». كان وجود مجموعة أحمد الحسني مبرراً لمذبحة المعارضين لمجموعات مهمة في الحكومة العراقية.
تم الإبلاغ عن أن رجل دين شيعي متطرف هو آية الله محمود الحسني الصرخي، في 6 فبراير / شباط 2007، يدعو إلى إجراء تحقيق مستقل في ما يعتبره «كثيرون في العراق الآن»مجزرة «قُتل فيها العشرات من النساء والأطفال». لقد اتهم رئيس البرلمان العراقي محمود المشهداني الحكومة بإخفاء الحقيقة حول الحدث.

## العواقب
لقى ما لا يقل عن ستة رجال شرطة عراقيين وخمسة جنود عراقيين مصرعهم في القتال مع الجنديين الأمريكيين. وأصيب 15 شرطيًا آخر و15 جنديًا من بينهم قائد شرطة النجف. قدّر مسؤول عسكري عراقي آخر عدد قتلى قوات الأمن العراقية بـ25. قتلت القوات الأمريكية والعراقية 400 وأسرت 406 من المتمردين في قتال عنيف حول المدينة. كان غالبية المقاتلين عراقيين، لكن العميد فاضل البراري صرح بأن المجموعة تضم 30 أفغانيًا وسعوديًا ومقاتل سوداني واحد. قالت مصادر سياسية شيعية إن المسلحين كانوا من أهل السنة والجماعة والشيعة على السواء الموالين لرجل دين مهرطق يدعى أحمد إسماعيل كاتي، وله صلة بجماعة أنصار السنة. قال الجيش العراقي إنه استولى على نحو 500 بندقية آلية بالإضافة إلى قذائف الهاون، وما لا يقل عن 40 بندقية آلية، وحتى بعض صواريخ الكاتيوشا الروسية الصنع وصواريخ مضادة للطائرات.
تشير المعلومات التي تم استردادها من المقاتلين القتلى والأسرى إلى أنهم ينتمون إلى جماعة شيعية منشقة أطلقت على نفسها اسم "جند السماء" ووصفت بأنها طائفة دينية زمانية. زعيم الطائفة، أحمد إسماعيل كاتي، ادعى أنه المهدي، مسيح - في الإسلام الشيعي. لقد قال مسؤولون عراقيون إن القائد المتشدد أحمد إسماعيل كاتي كان سنيًا من معقل سني في الزبير قرب البصرة في الجنوب. كما زعم أنه نفسه أحمد الحسن اليماني (اسم شيعي) لكسب الدعم لقضيته. تم التعرف عليه كنائب لزعيم الطائفة ضياء عبد الزهرة كاظم، الذي كان يعتقد أنه ضابط أمن سابق من النظام القديم. كما تم استجواب أسمائهم وهوياتهم الفعلية. لقد أشار إليهم الجيش الأمريكي فقط كمسلحين وليس مسلحين أو إرهابيين. قُتل ضياء عبد الزهرة في القتال بينما لم يُعرف مكان أحمد حسن اليماني.
ربما تكون السلطات العراقية قد بالغت في نجاحها العسكري. الدلائل تشير إلى أنهم قللوا من شأن قوة جند السماء واضطروا إلى المطالبة بدعم جوي أمريكي عاجل. حذر أحد مستشاري الولايات المتحدة قوات الأمن العراقية من تقارير مبالغ فيها عن الإصابات من الحكومة العراقية، قائلًا: «هناك شائعات في كل مكان، والوضع برمته غريب للغاية». تساءل المستشار أيضًا عن كيفية نمو قوة جند السماء وكيف أنه بقيت غير مكتشفة حتى هذا الصراع. يقول المسؤولون العراقيون إن معقل الجماعة شمل الأنفاق والخنادق والحصار. أفادت تقارير أن الموقع نفسه يشتمل على حمام سباحة وصالون تجميل مكيف وورشة لتصنيع السيارات الملغّمة وورشة لتفكيك السيارات ووصف الموقع بأنه «مجمع». قال أحد الجيران إن السكان لديهم تاريخ من «النشاط الإجرامي، بما في ذلك سرقة السيارات».
بعد المعركة، اعتقلت الشرطة العراقية المئات من أفراد الطائفة وحاكمتهم. في 2 سبتمبر 2007، أصدرت المحكمة الجنائية حكمًا بحق 458 متهمًا. كشف قائد شرطة النجف العميد عبد الكريم مصطفى أنه تم الحكم على 10 من قادة جند السماء بعقوبة الإعدام، والإفراج عن 54 فردًا، وحكم على الباقين بالسجن مددا تتراوح بين 15 سنة إلى السجن مدى الحياة.

## روابط خارجية
- مدونة شفاء العراق: خريطة النجف والزركة
- تكريم أربعة من جنود القوات الخاصة الخامسة مع نجمة الجيش الفضية [وصلة مكسورة]